# Sötétkapu (Esztergom)
Az esztergomi Sötétkapu egy átjáró a Várhegy hatalmas mesterséges lejtője alatt, amit a bazilika elé építettek. Hossza körülbelül 90 méter. Az egyik végében az Ószeminárium, a másikban a Pázmány Péter Katolikus Egyetem Vitéz János Kar áll. Az alagút követi a keleti várfal előtti egykori sánc vonalát.

## Története
A műemlék alagutat 1824-ben, a Bazilika építésekor készíttette Rudnay Sándor, klasszicista stílusban. Szerkezete boltozott. Nevét a megfelelő világítás hiánya miatt kapta. Feladata a kanonoki házak és a papnevelde közti rövidebb összeköttetés volt, egyúttal biztosította Szentgyörgymező városrész gyors megközelíthetőségét is. A Bazilika építésekor a Várhegyet mesterségesen feltöltötték, keleti irányba egy enyhe lejtést adtak neki. Mivel a Sötétkapuból óriási boltíves pincerendszer nyílik, így lehetett csökkenteni a domb feltöltésének mértékét. A Sötétkapu volt a fő helyszíne az 1956-os forradalom esztergomi eseményeinek. Lásd: Esztergom története.
Az alagutat 2006-ban felújították, új macskaköves burkolatot kapott, és azóta engedélyezett az egyirányú gépjárműforgalom a belváros felé. Ugyanekkor – a bazilika felszentelésének 150. évfordulójakor – készült el a díszkivilágítás, a Szeminárium felőli bejáratot teljesen felújították, és ide helyezték az 1956-os emléktáblát az alagút belsejéből, valamint egy új domborművet avattak a forradalom ötvenedik évfordulóján. 2009 decemberére a prímás pince felújításával párhuzamosan elvégezték a Sötétkapu boltozatának tisztítását, javítását, pótlását, és ekkor cserélték ki a pincerendszerbe vezető ajtókat is.
A Sötétkapu környékén parkolók vannak a bazilikába, és a Szent Adalbert Központba érkező látogatók számára.

## Leírása
A kapunyílás félköríves záródású. A kő boltív pálmaleveles fejezetű, kannelúrázott oszlopokra támaszkodik. A déli bejárata fölött az építés emlékét őrző vörösmárvány táblán ez áll: PRINCEPS PRIMAS ALEXANDER A RUDNA MDCCCXXIV – Rudnay Sándor hercegprímás 1824. Az alagút vegyes falazású, ikerlizénák osztják 10 mezőre. A falsávok fejezetéről hevederívek indulnak, közöttük csehkupolák feszülnek. Az első mezőben 1-1 kőkeretes klasszicista vaskapu, a második és harmadik mezőben kerek ablakok vannak.

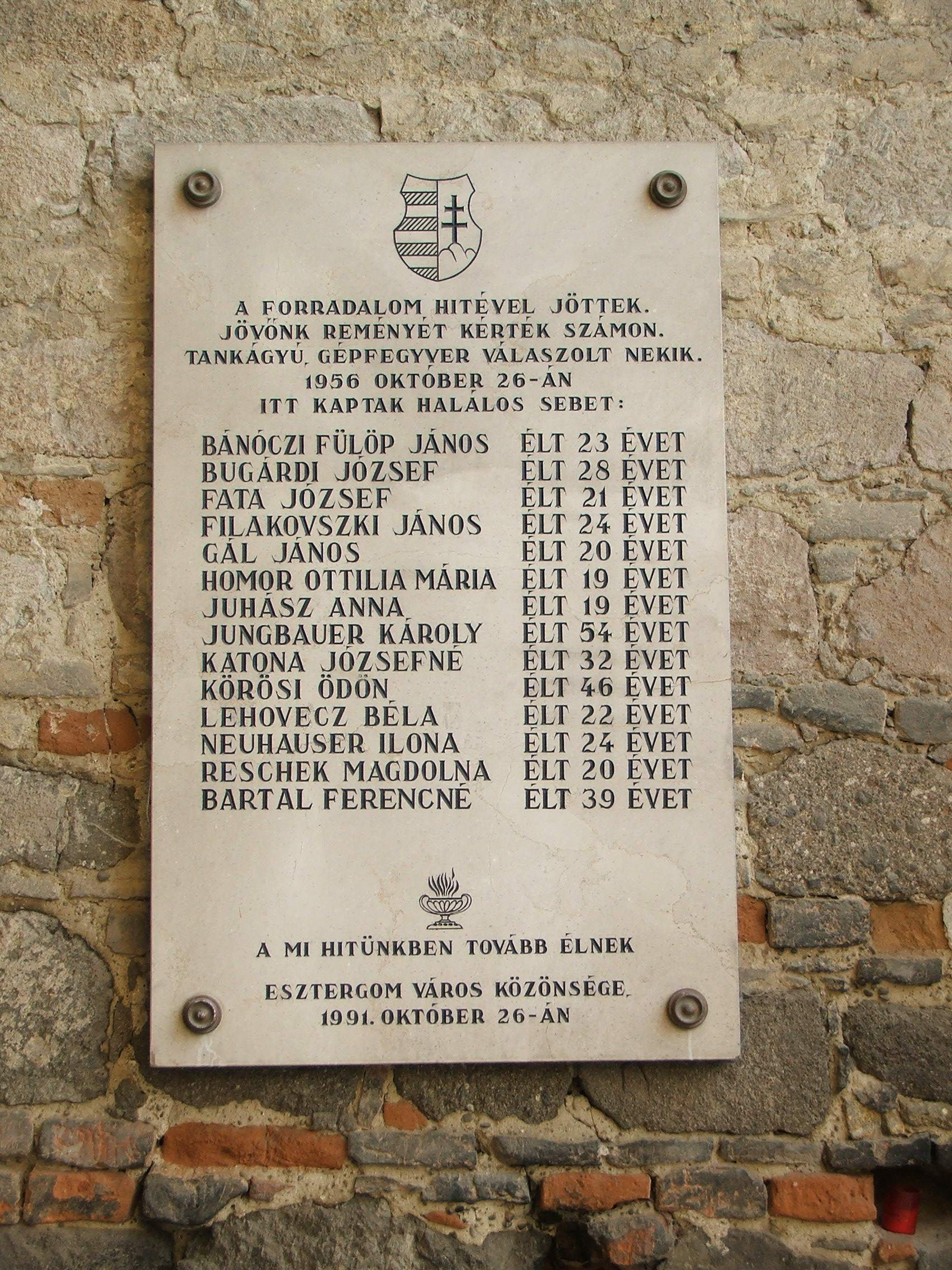
Az emléktábla a régi helyén, a Sötétkapu belsejében
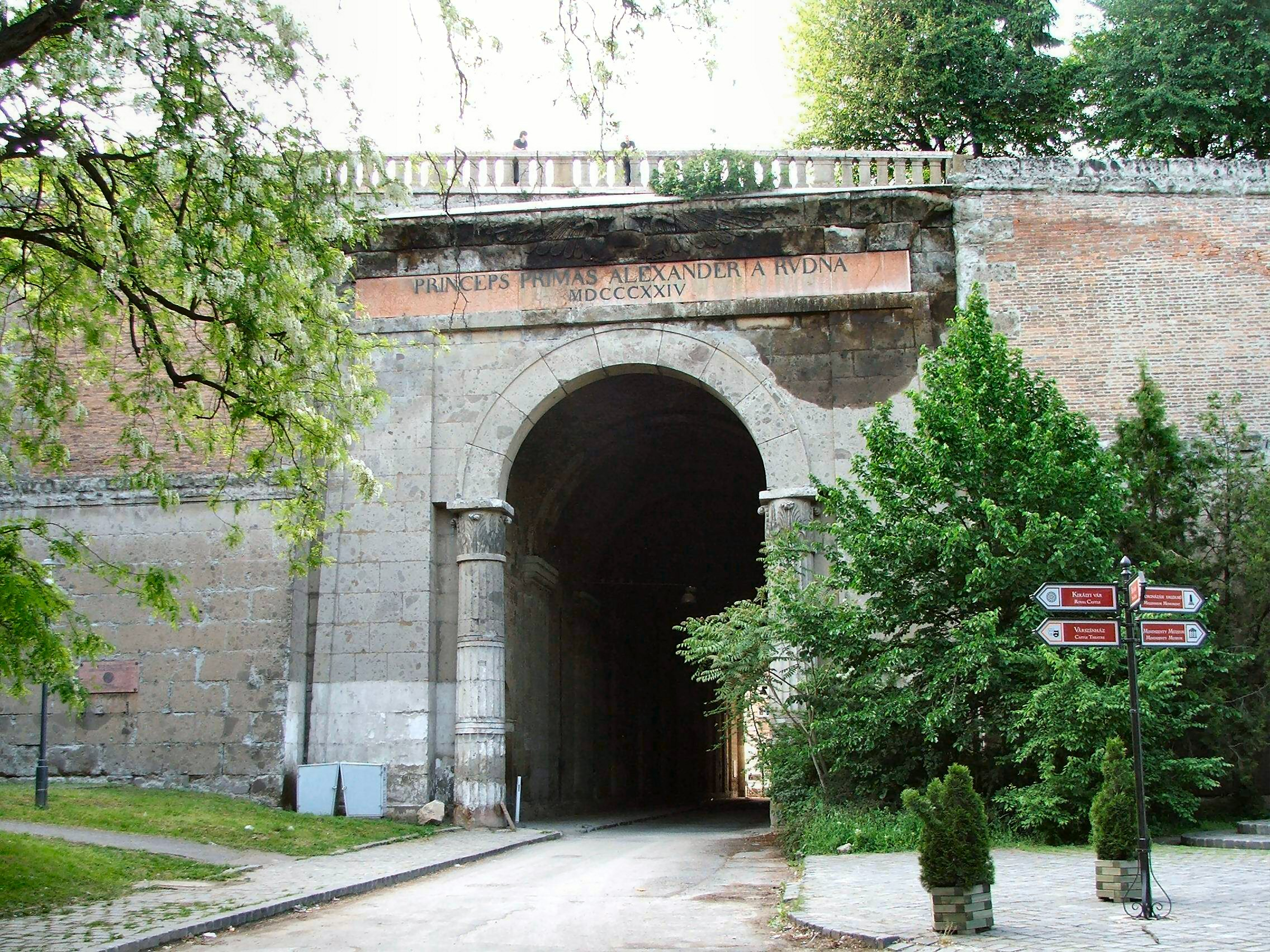
A sötétkapu a belváros irányából
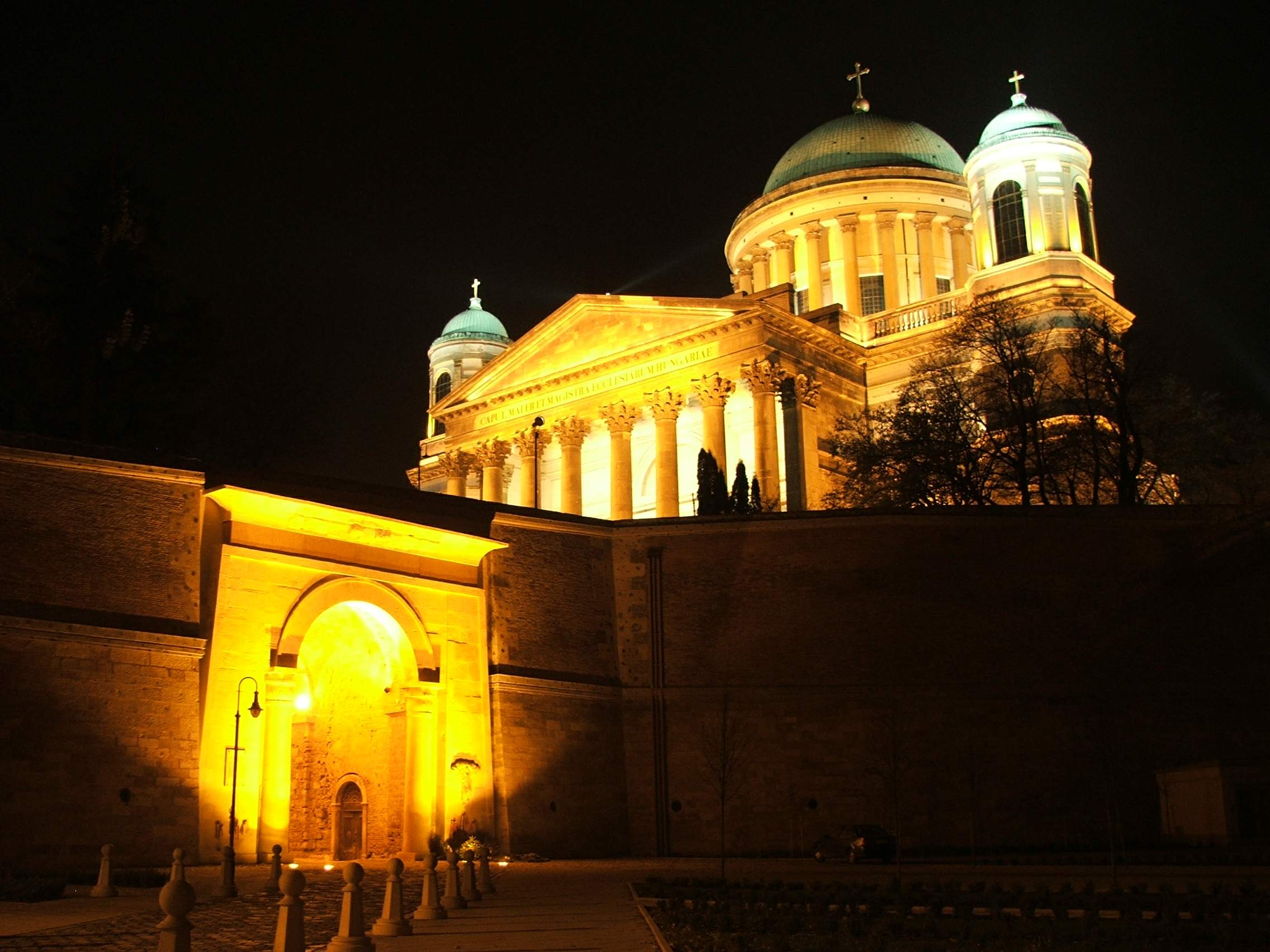
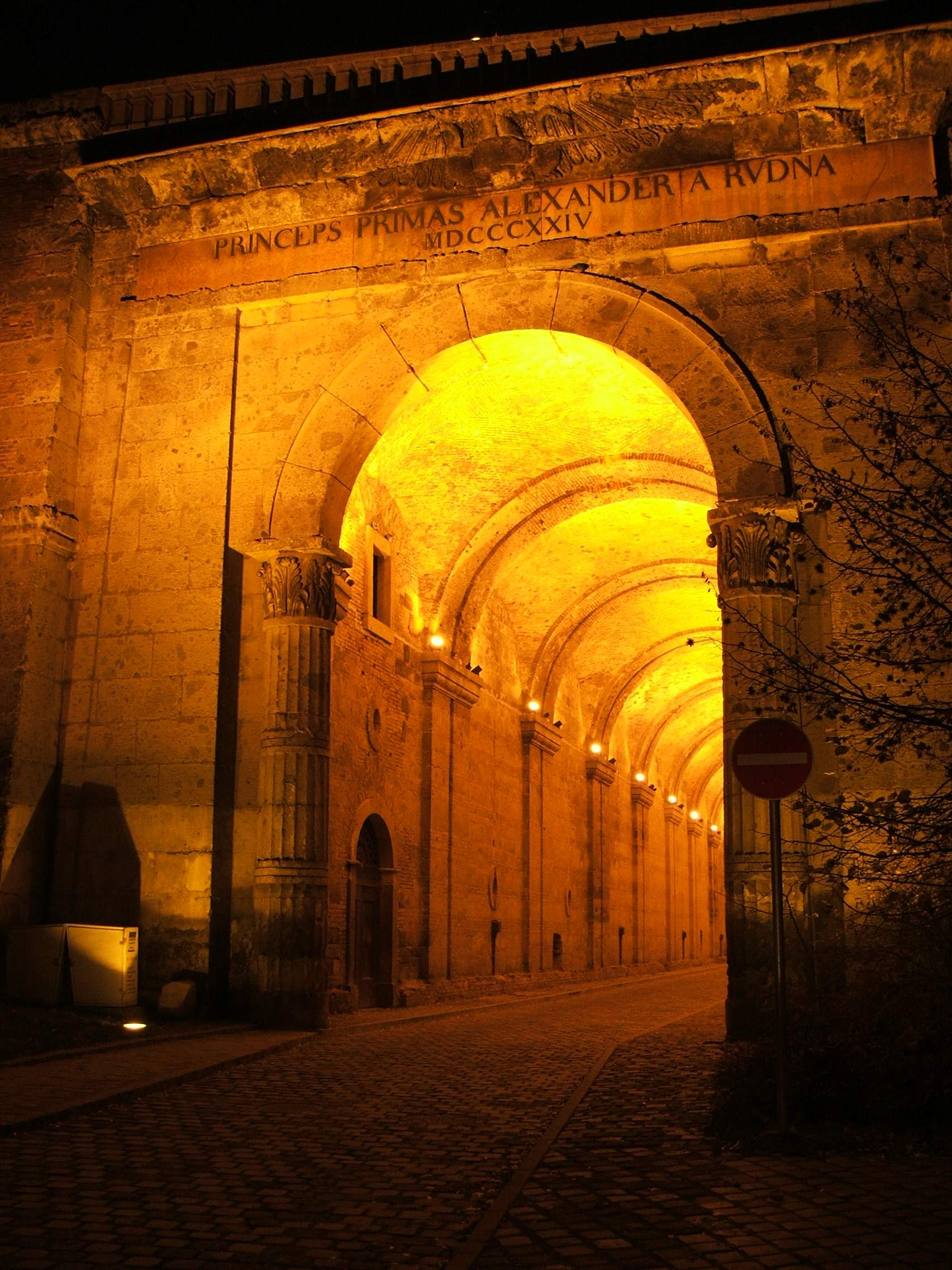
A prímási pincerendszer egyik bejárata az alagút oldalában
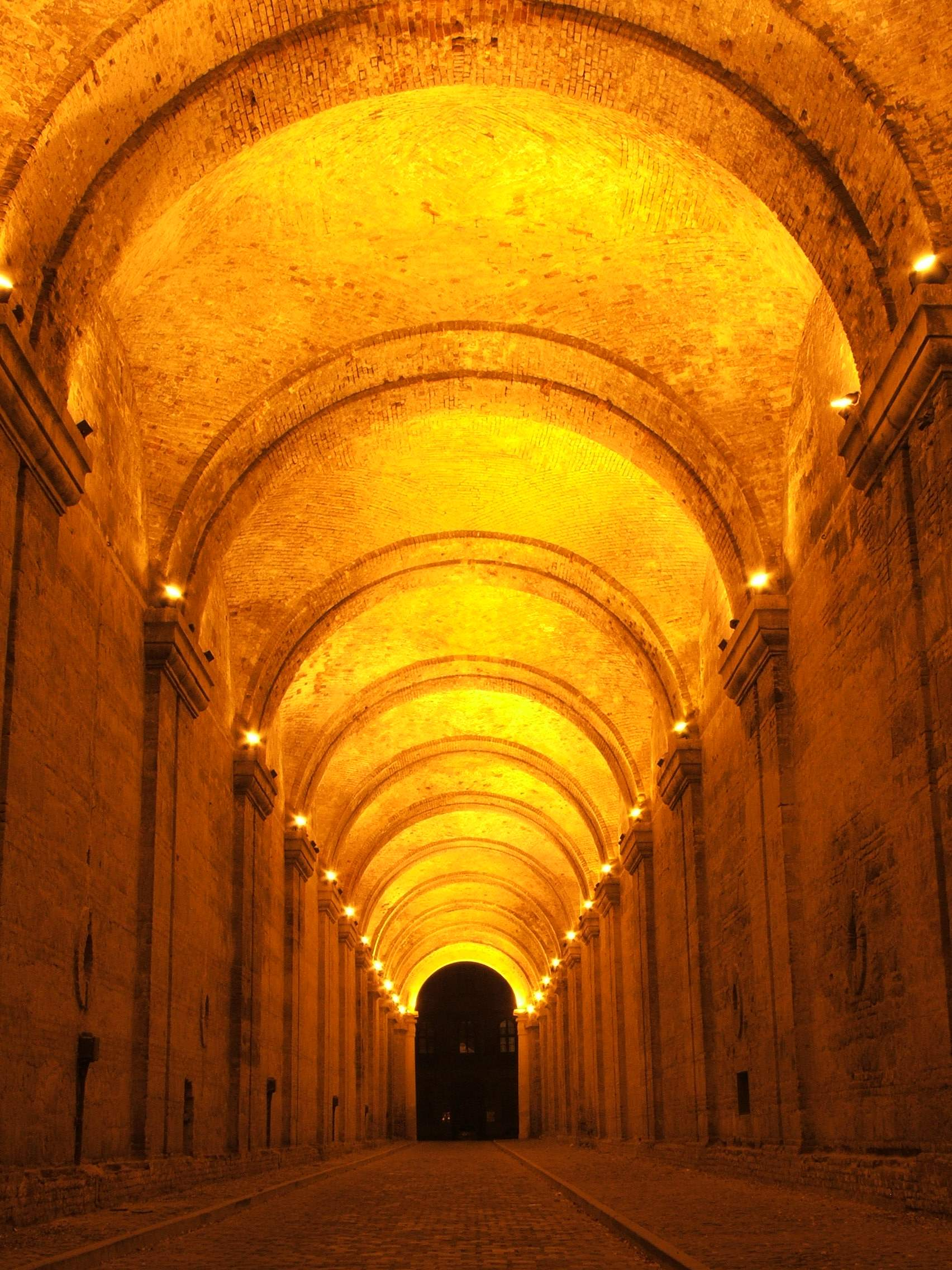
A Sötétkapu éjszaka, díszkivilágításban...
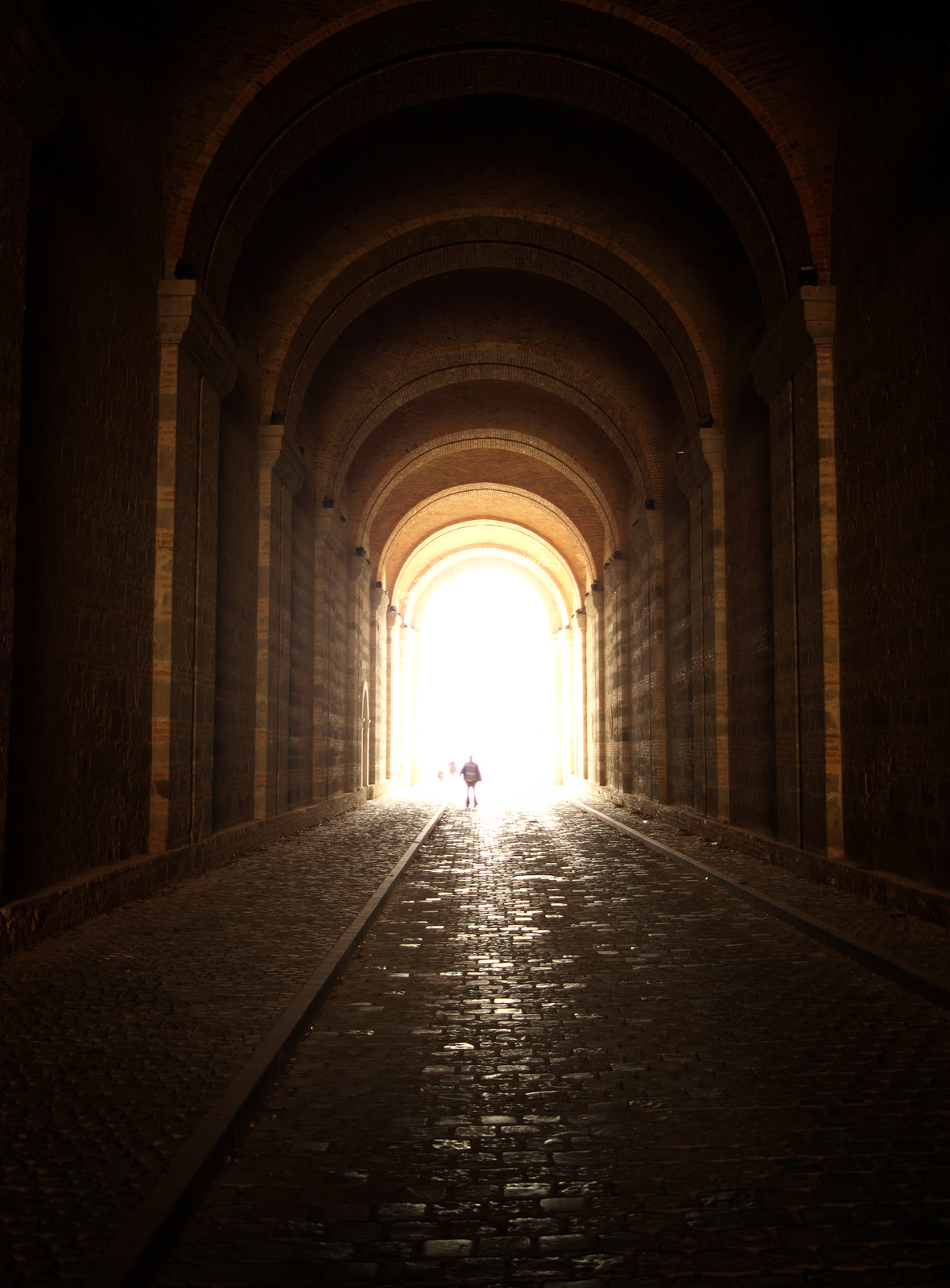
... és nappal